# 袁御庫
袁 御庫（ユン・ユフ、Yuen Yu Fu、1963年 - ）は、香港を拠点として活動する風水鑑定士・ビジネスマン。
日本の出版物の取材を受けたこともあり、東アジア地域で様々なクライアントに対してアドバイスを行っている。
香港のテレビ番組に出演したことがあり、雑誌などにコラムを掲載している。
レストラン業・貿易業などのビジネスも香港で行っており、2013年に社会に貢献した人物に贈られる「中國智慧 華人俊傑」を受賞。
香港B型肝炎慈善基金などの慈善活動にも参加している。

## 略歴
以下は本人のサイトで語られている情報である。
- 1963年 - 古代唐朝に仕えた占星術師、袁天罡 の直系の子孫として生まれる。
- 1975年 - 12歳から風水学を学び始める。
- 1986年 - 手相学・総合的風水診断の活動を開始。